# Бергамини ди Сото (Виченца)
Бергамини ди Сото је насеље у Италији у округу Виченца, региону Венето.
Према процени из 2011. у насељу је живело 26 становника. Насеље се налази на надморској висини од 399 м.